# Benjamin Van Itterbeeck
Benjamin Van Itterbeeck (Heist-op-den-Berg, 16 april 1964) is een voormalig Belgisch wielrenner. In zijn laatste jaar amateur was hij de voornaamste concurrent en evenknie van Edwig Van Hooydonck. Hij werd prof in 1986. Zijn grootste overwinning was het Belgisch kampioenschap op de weg in 1991, toen hij in Ronse op indrukwekkende wijze naar de overwinning soleerde. In 1996 werd hij terug amateur en datzelfde  jaar  werd hij in Rochefort Belgisch kampioen in die categorie. Hij behaalde dat jaar liefst zestig overwinningen, tot op vandaag een absoluut record in deze categorie. Hij stopte aan het einde van 1998 met wielrennen. Van Itterbeeck was een bijzonder getalenteerd en veelzijdig wielrenner, die 22 overwinningen behaalde op de weg bij de profs, maar ook zegevierde op de piste, in het veld en met de MTB. 

## Belangrijkste overwinningen en ereplaatsen
1986 - amateurs - 26 overwinningen 
- Paris-Troyes
- Omloop der Vlaamse Gewesten amateurs/beloften (BEL)
- Rit en eindklassement Ronde van Valencia

1987  - profs - 2 overwinningen
- 3e eindklassement Ronde van Luxemburg
- 2e etappe 3A Ronde van Luxemburg (ITT) na Laurent Fignon

1988  - profs - 2 overwinningen
- Belgisch kampioen achtervolging

1989 - profs - 5 overwinningen
- Nationale Sluitingsprijs in Putte-Kapellen
- 4e etappe Ronde van de Europese Gemeenschap

1990 - profs - 3 overwinningen
- Omloop Mandel-Leie-Schelde

1991- profs - 5 overwinningen
- Belgisch kampioen op de weg, elite
- 3e etappe deel A Ronde van Luxemburg

1992- profs - 1 overwinning
1993 - profs - 3 overwinningen
- 3e etappe Route du Sud
- 10e etappe Tour DuPont
- 9e Parijs - Roubaix

1995 - profs - 1 overwinning
- MTB: winst in Beker van Belgiê te Langdorp
- MTB Tour de France: 1 ritoverwinning, 13e eindklassement
- MTB Parijs Roubaix: 3e

1996 - elite zonder contract  - 60 overwinningen + 6 overwinningen MTB
- Belgisch kampioen op de weg, amateurs
- MTB: winst in  Parijs - Roubaix
- MTB: winst in Beker van België te Langdorp

1997 - elite zonder contract  - 46 overwinningen 
1998 - elite zonder contract  - 42 overwinningen 

## Resultaten in voornaamste wedstrijden
| Jaar | Ronde van Italië | Ronde van Frankrijk | Ronde van Spanje |
| ---- | ---------------- | ------------------- | ---------------- |
| 1986 |                  |                     |                  |
| 1987 |                  |                     |                  |
| 1988 |                  |                     |                  |
| 1989 |                  |                     |                  |
| 1990 |                  |                     |                  |
| 1991 |                  | opgave              |                  |
| 1992 |                  |                     |                  |
| 1993 |                  |                     |                  |

| Jaar | Gent-Wevelgem | Ronde van Vlaanderen | Parijs-Roubaix | Amstel Gold Race | Luik-Bast.‑Luik | Ronde van Lombardije | Parijs-Tours |  | WK op de weg |
| ---- | ------------- | -------------------- | -------------- | ---------------- | --------------- | -------------------- | ------------ |  | ------------ |
| 1986 |               |                      |                |                  |                 |                      | 98e          |  |              |
| 1987 |               |                      |                |                  |                 |                      | 89e          |  |              |
| 1988 |               |                      |                | 89e              |                 |                      |              |  |              |
| 1989 |               |                      | 46e            | 49e              |                 |                      | 46e          |  |              |
| 1990 | 103e          |                      |                |                  |                 |                      |              |  |              |
| 1991 | 145e          |                      | 75e            |                  |                 | 78e                  | 129e         |  | 61e          |
| 1992 |               | 75e                  |                |                  |                 |                      |              |  |              |
| 1993 |               |                      |                |                  | 92e             |                      |              |  |              |

Wielerploegen van Benjamin Van Itterbeeck
Baeyens · Bomans · Dernies · Goessens · Haghedooren ·  Ilegems · Lieckens · Lurquin · Mannaerts · McKenzie · Nevens · Onnockx · Segers · Sergeant · Somers · Van De Vijver · Van de Walle ·  Van Eynde ·  Van Holen ·  Van Itterbeeck ·  Van Oyen
Bomans · Dernies · Goessens · Lieckens · Lurquin · Mannaerts · Nevens · Roes · Sergeant · Van De Vijver · Van de Walle ·  Van Eynde ·  Van Itterbeeck ·  Vekemans ·  Verdonck ·  Wijnant ·  Willems
Bomans · De Clercq · Deneut · Dernies · Goessens · Houdart · Lurquin · Mannaerts · Robeet · Roes · Van De Vijver ·  Van Eynde ·  Van Itterbeeck ·  Vekemans ·  Verdonck ·  Willems
Arras · De Clercq · Demol · Deneut · Francken · Lurquin · Mannaerts · Moreels · Redant · Roes · Van Calster · Van De Vijver · Van Den Abeele · Van Eynde · Van Itterbeeck · Vekemans · Verdonck · Verschueren · Willems
Arras · Bock · Bruyere · Bruyneel · Criquielion · De Clercq · Demol · Deneut · Francken · Haex · Moreels · Museeuw · Redant · Roes · Van Den Abeele · Van Eynde · Van Itterbeeck · Vekemans · Verdonck · Verschueren · Willems · Baguet (stagiair) · Leysen (stagiair) · Naessens (stagiair)
Ampler ·  
Colyn · 
De Wael ·
Dewailly ·
De Wilde ·  
Frison ·   
Holm ·
Hundertmarck ·
Huygens ·
Kappes ·
Lehnert · 
Lilholt ·
Peeters · 
Sels · 
Speaks · 
Stumpf · 
Thevenin ·
Van Itterbeeck · 
Verstrepen ·
Virvaleix · 
Evenepoel (stagiair)
Arroyo · Baldato · Ballerini · Bomans · Ceci · Cesarini · Chioccioli · Cipollini · Gelfi · Goessens · Gusmeroli · Halupczok · Jacobs · Jaskuła · Lecchi · Moreau · Pillon · Poli · Rebellin · Rocchi · Tchmil · Van Itterbeeck · Vanzella · Verstrepen · Vona · Willems
Biets · 
Bouillon ·
Coppens ·
Corvers ·
Dauwe ·  
De Muynck ·   
Dexters ·
Eeckhout ·
Enthoven ·
Evenepoel ·
Feys ·
Goessens ·
Haghedooren ·
Heynderickx ·
In 't Ven · 
Lapage ·
Lodge ·
Nottebart ·  
Peers · 
Redant ·
Stumpf · 
Thijs · 
Van Brabant · 
Van Itterbeeck ·
Verbeken ·
Verstrepen · 
Willems
van Aert ·
van den Akker ·
Biets · 
Coppens ·
Corvers ·
De Clercq ·   
De Wilde ·  
Eeckhout ·
Evenepoel (tot 30/06) ·
Fleischer ·
Haghedooren ·
Heynderickx ·
Lapage ·
Moermans · 
Peers · 
Piątek · 
van der Poel ·
Streel ·
Szostek · 
Thijs · 
Van Lancker · 
Van Itterbeeck ·
Van Slycke ·
Veenstra ·
Verbeken ·
Verstrepen · 
Francois (stagiair) · 
Vandaele (stagiair)